# Karlstein am Main
Karlstein am Main,  Karlstein a. Main – miejscowość i gmina w Niemczech, w kraju związkowym Bawaria, w rejencji Dolna Frankonia, w regionie Bayerischer Untermain, w powiecie Aschaffenburg. Leży nad Menem, przy granicy z Hesją.
Gmina powstała 1 lipca 1975 roku w wyniku połączenia dwóch miejscowości: Dettingen am Main i Großwelzheim. Obecna dzielnica Dettingen leży nad Menem przy linii kolejowej między Frankfurtem nad Menem a Aschaffenburgiem. W 1743 roku miała tu miejsce bitwa pod Dettingen.
W Großwelzheim znajdowała się elektrownia jądrowa, otworzona po zamknięciu elektrowni w pobliskim Kahl am Main.